# Preska, Sevnica
Preska este o localitate din comuna Sevnica, Slovenia, cu o populație de 20 de locuitori.